# Drzewce (gromada w powiecie kolskim)
Drzewce – dawna gromada, czyli najmniejsza jednostka podziału terytorialnego Polskiej Rzeczypospolitej Ludowej w latach 1954–1972.
Gromady, z gromadzkimi radami narodowymi (GRN) jako organami władzy najniższego stopnia na wsi, funkcjonowały od reformy reorganizującej administrację wiejską przeprowadzonej jesienią 1954 do momentu ich zniesienia z dniem 1 stycznia 1973, tym samym wypierając organizację gminną w latach 1954–1972.
Gromadę Drzewce z siedzibą GRN w Drzewcach utworzono – jako jedną z 8759 gromad na obszarze Polski – w powiecie kolskim w woj. poznańskim, na mocy uchwały nr 24/54 WRN w Poznaniu z dnia 5 października 1954. W skład jednostki weszły obszary dotychczasowych gromad Drzewce, Młynik i Tomaszew oraz miejscowości Dębowice (folwark), Dębowiczki (wieś) i Wacławów Głębocki (wieś) z dotychczasowej gromady Grabina ze zniesionej gminy Drzewce, a także obszar dotychczasowej gromady Mniewo ze zniesionej gminy Karszew – w tymże powiecie. Dla gromady ustalono 15 członków gromadzkiej rady narodowej.
1 stycznia 1962 do gromady Drzewce włączono obszar zniesionej gromady Umień w tymże powiecie.
31 grudnia 1971 gromadę zniesiono, a jej obszar włączono do gromady Olszówka w tymże powiecie.